# Hunter McElrea
Hunter McElrea (Los Ángeles, Estados Unidos; 21 de noviembre de 1999) es un piloto de automovilismo neozelandés nacido en Estados Unidos. Fue campeón de la Fórmula Ford Australiana en 2018, subcampeón del Campeonato Nacional U.S. F2000 e Indy NXT en 2019 y 2023 respectivamente, y tercero en la Indy Pro 2000 en 2021.

## Carrera

### Inicios
McElrea comenzó su carrera en el karting a la edad de 7 años. En 2015, McElrea pasó a los monoplazas y compitió en los campeonatos de Fórmula Ford tanto en Australia como en Nueva Zelanda, a veces con el equipo familiar McElrea Racing. En 2018, McElrea disputó una segunda temporada completa de la Formula Ford Australiana con Sonic Motor Racing Services, acumulando trece victorias y convirtiéndose en el primer piloto no australiano en ganar el título desde 1985.

### Indy Lights
McElrea firmó con Andretti Autosport, para la temporada 2022 de Indy Lights. Logró la pole position en su debut en el Gran Premio de San Petersburgo. En 2022, McElrea logró tres poles, dos victorias en carreras en Mid-Ohio Sports Car Course e Iowa Speedway, y obtuvo la distinción del 'Novato del año'.
El 3 de septiembre, Andretti Autosport anunció que McElrea se uniría nuevamente a ellos para la temporada 2023.

## Resumen de carrera
| Temporada | Categoría                          | Equipo                      | Carreras     | Victorias    | Poles        | VR           | Podios       | Puntos       | Pos.         |
| --------- | ---------------------------------- | --------------------------- | ------------ | ------------ | ------------ | ------------ | ------------ | ------------ | ------------ |
| 2015      | Fórmula Ford Queensland            | McElrea Racing              | 3            | 2            | 1            | 0            | 3            | 83           | NC           |
| 2016      | Fórmula Ford Australiana           | Torelli Motorsport          | 12           | 0            | 0            | 0            | 0            | 78           | NC           |
| 2016      | Fórmula Ford Queensland            | McElrea Racing              | 8            | 6            | 1            | 3            | 8            | 117          | NC           |
| 2017      | Fórmula Ford Australiana           | Sonic Motor Racing Services | 17           | 2            | 2            | 3            | 9            | 189          | 4.º          |
| 2018      | Fórmula Ford Australiana           | Sonic Motor Racing Services | 21           | 13           | 3            | 7            | 16           | 321          | 1.º          |
| 2019      | Campeonato Nacional U.S. F2000     | Pabst Racing                | 15           | 4            | 5            | 3            | 12           | 356          | 2.º          |
| 2020      | Indy Pro 2000                      | Pabst Racing                | 17           | 1            | 0            | 2            | 6            | 320          | 5.º          |
| 2021      | Indy Pro 2000                      | Pabst Racing                | 18           | 3            | 5            | 1            | 7            | 378          | 3.º          |
| 2022      | Indy Lights                        | Andretti Autosport          | 14           | 2            | 3            | 1            | 7            | 460          | 4.º          |
| 2023      | Indy NXT                           | Andretti Autosport          | 14           | 2            | 2            | 4            | 6            | 474          | 2.º          |
| 2024      | IMSA SportsCar Championship - LMP2 | TDS Racing                  | Disputándose | Disputándose | Disputándose | Disputándose | Disputándose | Disputándose | Disputándose |
| 2024      | IndyCar Series                     | Dale Coyne Racing           | 1            | 0            | 0            | 0            | 0            | 6            | 41.º         |
| Fuente:   |                                    |                             |              |              |              |              |              |              |              |

## Resultados

### Indy Lights/Indy NXT
(Clave) (negrita indica pole position) (cursiva indica vuelta rápida)

| Año     | Escudería          | 1       | 2      | 3      | 4      | 5      | 6     | 7     | 8       | 9       | 10      | 11     | 12     | 13      | 14    | Pos. | Puntos |
| ------- | ------------------ | ------- | ------ | ------ | ------ | ------ | ----- | ----- | ------- | ------- | ------- | ------ | ------ | ------- | ----- | ---- | ------ |
| 2022    | Andretti Autosport | STP 14L | ALA 12 | IMS 2L | IMS 6  | DET 12 | DET 2 | RDA 3 | MDO 1L* | IOW 1L* | NSH 3   | GTW 5  | POR 5  | LAG 3   | LAG 8 | 4.º  | 460    |
| 2023    | Andretti Autosport | STP 5   | BAR 13 | IMS 4  | DET 7L | DET 4  | RDA 3 | MDO 4 | IOW 5   | NSH 2   | IMS 1L* | GMP 3L | POR 15 | LAG 1L* | LAG 2 | 2.º  | 474    |
| Fuente: |                    |         |        |        |        |        |       |       |         |         |         |        |        |         |       |      |        |

### IndyCar Series
(Clave) (negrita indica pole position) (cursiva indica vuelta rápida)

| Año     | Escudería         | Motor | 1   | 2   | 3   | 4   | 5   | 6    | 7   | 8   | 9   | 10  | 11  | 12  | 13     | 14  | 15  | 16  | 17  | 18  | Pos. | Puntos |
| ------- | ----------------- | ----- | --- | --- | --- | --- | --- | ---- | --- | --- | --- | --- | --- | --- | ------ | --- | --- | --- | --- | --- | ---- | ------ |
| 2024    | Dale Coyne Racing | Honda | STP | THE | LBH | ALA | IGP | INDY | DET | ROA | LAG | MDO | IOW | IOW | TOR 24 | GAT | POR | MIL | MIL | NSH | 41.º | 6      |
| Fuente: |                   |       |     |     |     |     |     |      |     |     |     |     |     |     |        |     |     |     |     |     |      |        |

## Vida personal
McElrea es la tercera generación en su familia de automovilistas. Su abuelo, Rod McElrea, ganó los campeonatos de Beach Racing de Nueva Zelanda, en Nelson, en 1971 y los campeonatos de la OSCA en 1983. Su padre, Andy McElrea, ganó la Fórmula Ford Nueva Zelanda de 1991 y el Campeonato Trans-Am de Nueva Zelanda de 1996. Andy también es el fundador y director del equipo de McElrea Racing, que compite en la Porsche Carrera Cup Australia y Porsche Sprint Challenge Australia.